# Plato nacional

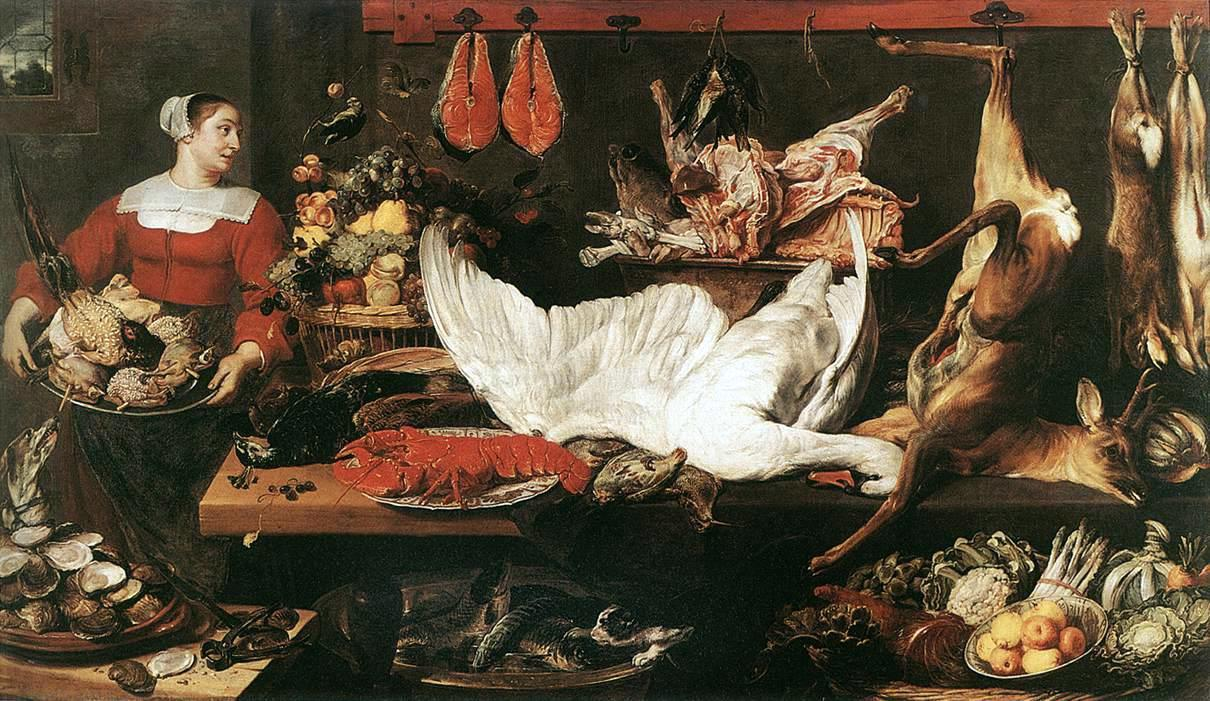

El plato nacional es el plato, comida o bebida que representa los gustos particulares de una nación, región o comunidad. Se puede ver que en la mayoría de los casos el plato nacional contiene ingredientes fácilmente elaborados o cultivados en la región, o a lo sumo con ingredientes con los que se sienten identificados los habitantes de estas naciones. Se emplea frecuentemente como un cliché de una cultura o pueblo. Cada país tiene diferentes costumbres y diversos platillos típicos, con variedad de sabores. 

## Sociología
El concepto es informal y vago, y en muchos de los casos la relación entre un territorio y la gente que consume estos platos son ambiguos. Los platos típicos varían de región a región, y el empleo de "plato nacional" no siempre implica necesariamente la existencia de una nación en el sentido legal. Existen otros ejemplos de platos nacionales que sobrepasan las fronteras legales de las naciones, por ejemplo el plato nacional de Austria o del estado federal de Baviera en Alemania y la República Checa son muy similares, además el bigos, el borscht, y el pierogi son muy populares en diferentes países de Europa Central y del este, la tortilla de patata o la paella en España, el bacalao en Portugal, el cuscús en Marruecos, las empanadas en Argentina, el cebiche en Perú, la feijoada en Brasil, el mole en México, el pabellón en Venezuela, el sancocho en República Dominicana, las hamburguesas en los Estados Unidos o el sushi y el sashimi en Japón.
Las bebidas son también un ejemplo de asignación a un plato nacional[cita requerida] tal y como el tequila de México, el pisco de Perú o de Chile, la cerveza en Alemania, Austria y República Checa, el vino en Francia, España y Portugal, el vodka en Polonia, Rusia y Ucrania.